# Ónod
Ónod ist eine ungarische Gemeinde im Kreis Miskolc im Komitat Borsod-Abaúj-Zemplén.

## Geografische Lage
Ónod liegt im Norden Ungarns, 22 Kilometer vom Komitatssitz Miskolc entfernt.
Nachbargemeinden sind Muhi und Sajópetri 6 km.
Die nächste Stadt Nyékládháza ist 7 km von Ónod entfernt.

## Geschichte
Am 3. Oktober 1560 schreibt der designierte Bischof von Eger, Antonius Verantius (ung. Antal Verancsics, kroat. Antun Vrančić) an Kaiser Ferdinand bezüglich seiner Versöhnung mit Herrn Bebek, dem Inhaber der Burg Ónod, dass auf derselben Burg die Herrn Perenny und Pethew – letzterer Herr der Burg Gedew –, vermittelten, doch Bischof Verantius gezwungen war sowohl „die Niederlage, als auch Schmach und Härte zu ertragen“ und alleine für die Gesamtheit der Verteidigungstruppen dieses Grenzabschnittes im Angesicht des anhaltenden türkischen Druckes Sorge zu tragen.

## Söhne und Töchter der Gemeinde
- Susanna Lorántffy (*~ 1600, † 1660), Fürstin von Siebenbürgen und Förderin der Reformation

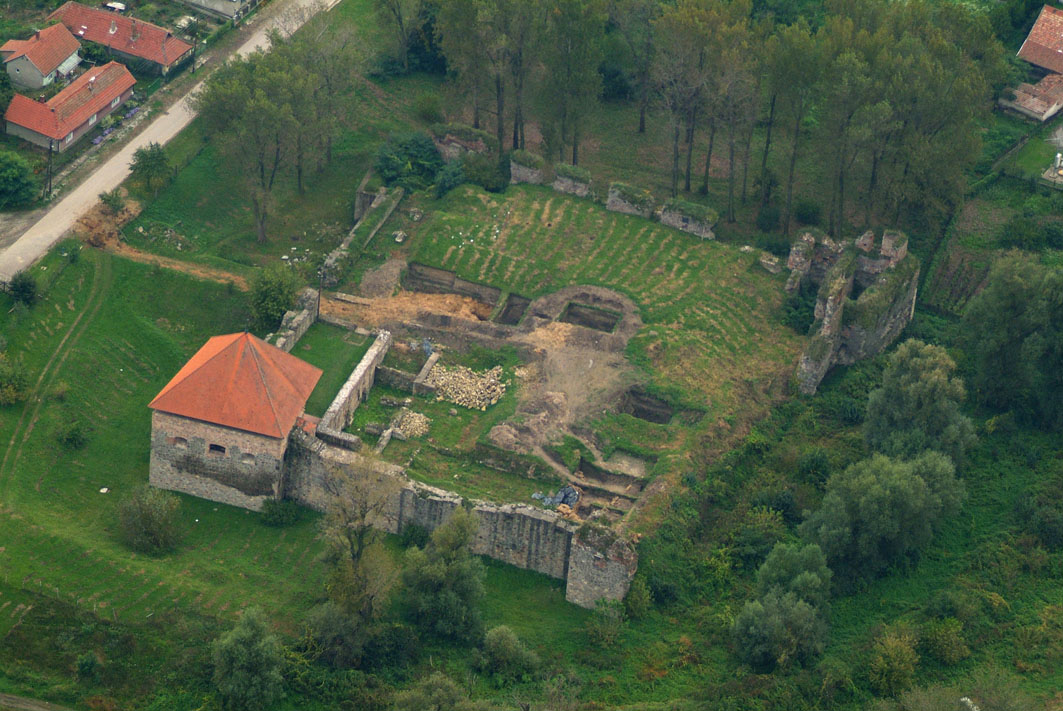
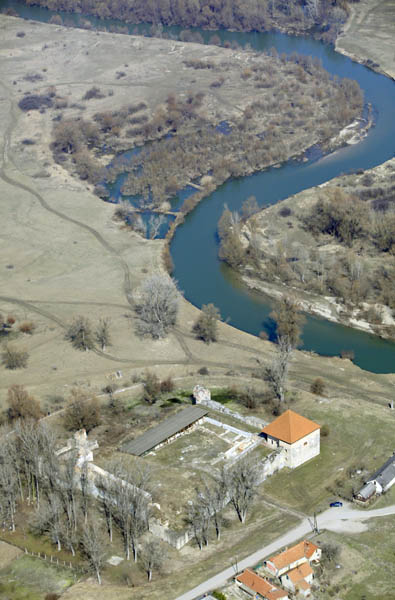
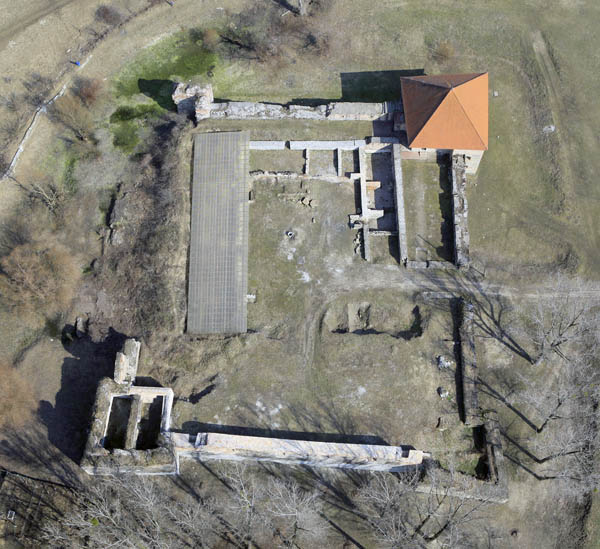
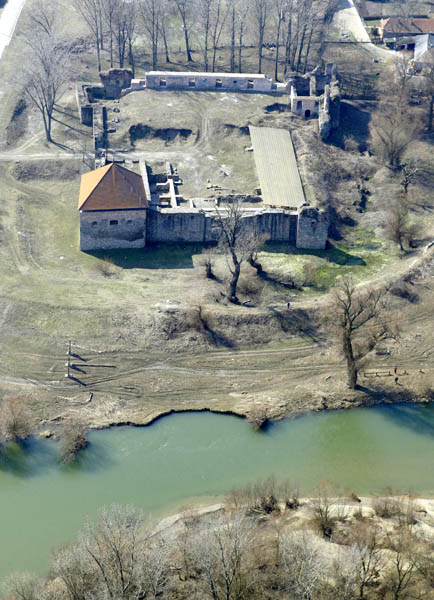

- Károly Horváth (* 1947), Sänger